# Whistle Down the Wind
Whistle Down the Wind é um filme britânico de 1961, em preto e branco, do gênero drama, dirigido por Bryan Forbes, com roteiro de Keith Waterhouse e Willis Hall baseado no romance homônimo de Mary Hayley Bell.

## Sinopse
Três crianças pensam que um homem, um assassino fugitivo, escondido no celeiro da fazenda onde vivem, seja Jesus Cristo.

## Elenco
- Hayley Mills ....... Kathy Bostock
- Bernard Lee ....... senhor Bostock
- Alan Bates ....... o homem
- Norman Bird ....... Eddie
- Elsie Wagstaff ....... tia Auntie Dorothy
- Diane Holgate ....... Nan Bostock
- Alan Barnes ....... Charles Bostock
- Hamilton Dyce ....... o vigário
- Diane Clare ....... professora dominical
- Patricia Heneghan ....... garota do Exército de Salvação
- Roy Holder ....... Jackie
- Gerald Sim ....... detetive